# دانگچو (بوتان)
دانگچو (به لاتین: Dangchu) یک منطقهٔ مسکونی در بوتان (کشور) است که در بوتان (کشور) واقع شده‌است.